# وادي ضيم
وادي ضيم وادي كبير يقع في جنوب شرق مكة المكرمة وهو الى الطائف أقرب مسافة. والوادي على مساحة مليوني متر مربع.

## عن الوادي
عرف الوادي قديما منذ عصر الجاهلية بنفس الاسم قال ياقوت الحموي في معجم البلدان «ضيم بالكسر ثم السكون وهو في لغة العرب ناحية الجبل». وهو من ديار هذيل قديما وحديثا وتحديدا بطن بني زهير بن مطرود سادات بني عمرو من هذيل. ووقعت في العديد من الاحداث في العصر الجاهلي والمعارك وغيرها وذكرها الشاعر الجاهلي أبو جندب الهذلي في قصيدته فقال.
وفيه يقول الشاعر ساعدة بن جؤية.
وذكرة تأبط شرا في قصيدته فقال.

وينطق اسم ضيم بكسر الضاد المعجمة ، ويعد من روافد وادي ملكان وهو يسيل من السراة من شفا هذيل في الطائف ثم ينحدر غرباً بين جبال شامخة عالية، فإذا تسهل من السراة دفع بين جبال القوائم، ثم عطف شمالا ًغربياً حتى يدفع في ملكان من ضفته الجنوبية على (37) كيلاً جنوب شرقي مكة.
واليوم يسكن هذا الوادي قبيلة الندويين من هذيل وهو من ديارهم. وفي الوادي العديد من القلاع والحصون والمنازل العتيقة التي تعود الى مئات السنين بالإضافة الى نقوش قديمة وإسلامية. 

## الخدمات
يحتوي الوادي على مخططات سكنية ومدرسة ومساجد ومركز صحي وغيرها من احتياجات السكان.